# Кэмпэйтай
Корпус безопасности японской императорской армии (яп. 憲兵隊 Кэмпэйтай) — служба безопасности Сухопутных войск Японской империи в период 1881-1945 гг. Была организована по образцу военной полиции Сухопутных войск Великобритании и военной жандармерии Сухопутных войск Франции.

## Цели и задачи
В задачи службы безопасности (правопорядка) Сухопутных войск Японской империи входили:
- поддержание правопорядка и дисциплины в частях и подразделениях
- безопасность гарнизонов и контрразведка в частях
- предотвращение и расследование преступлений в отношении военнослужащих Сухопутных войск
- охрана объектов Сухопутных войск
- охрана правительственных объектов
- охрана тыловых районов экспедиционных соединений и частей Сухопутных войск
- контроль на пунктах сбора военнослужащих
- охрана и перевозка военнопленных
- поддержание общественного правопорядка и законности
- ведение призывного учёта в зоне ответственности
- военная цензура

## История

### Формирование

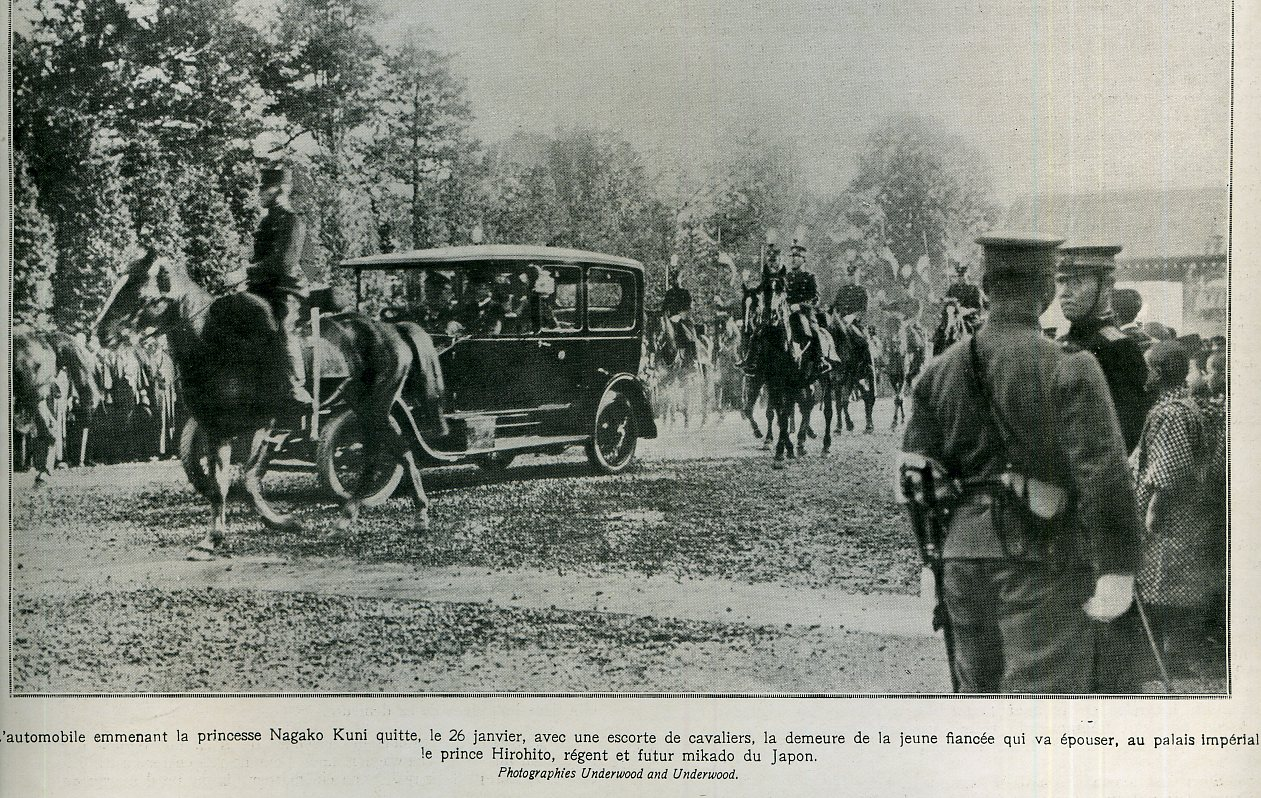
Кордоны военной полиции во время бракосочетания принца Хирохито и принцессы Ёсико спиной к коронованным особам. (1924 г.)
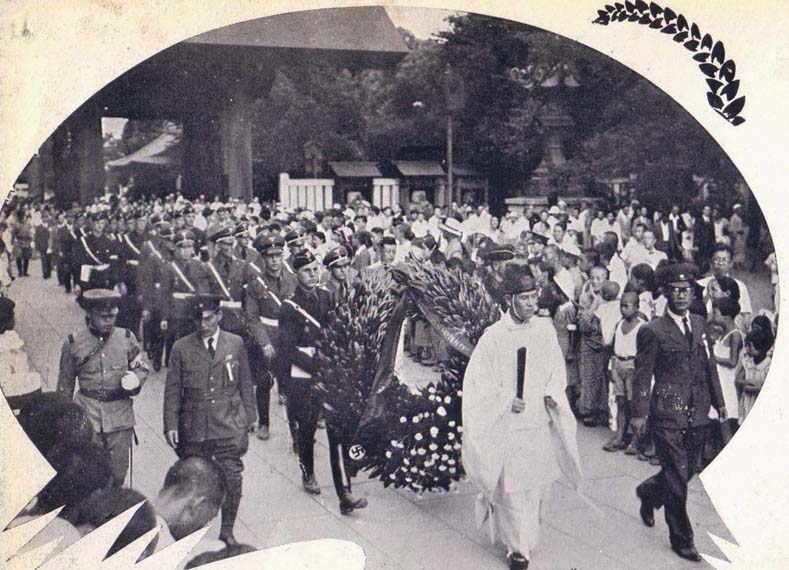
Сотрудники военной полиции Сухопутных войск сопровождают делегацию «Гитлерюгенд» (1938 г.)
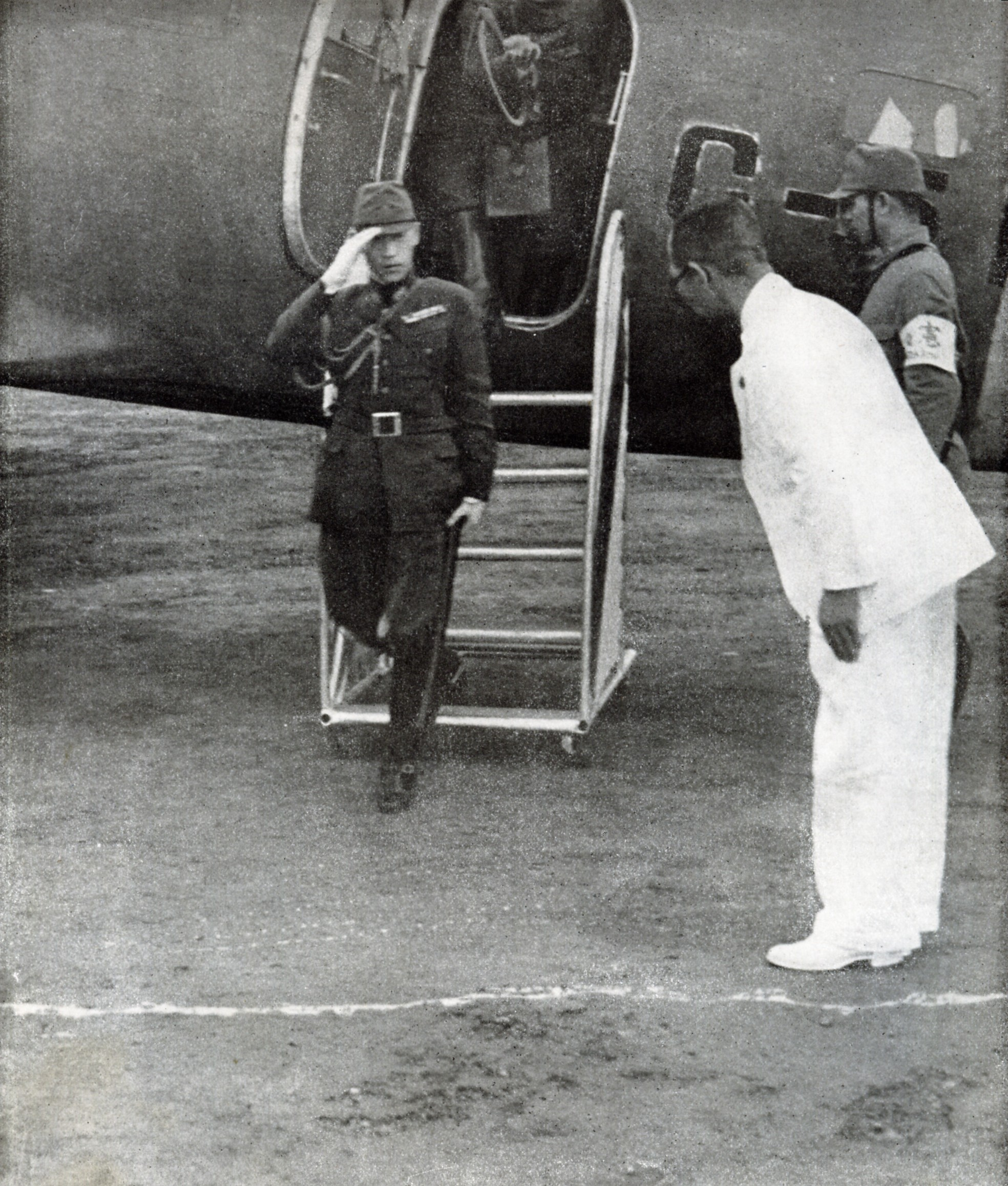
lang|zh|Почётный караул военной полиции принца Ли Ву
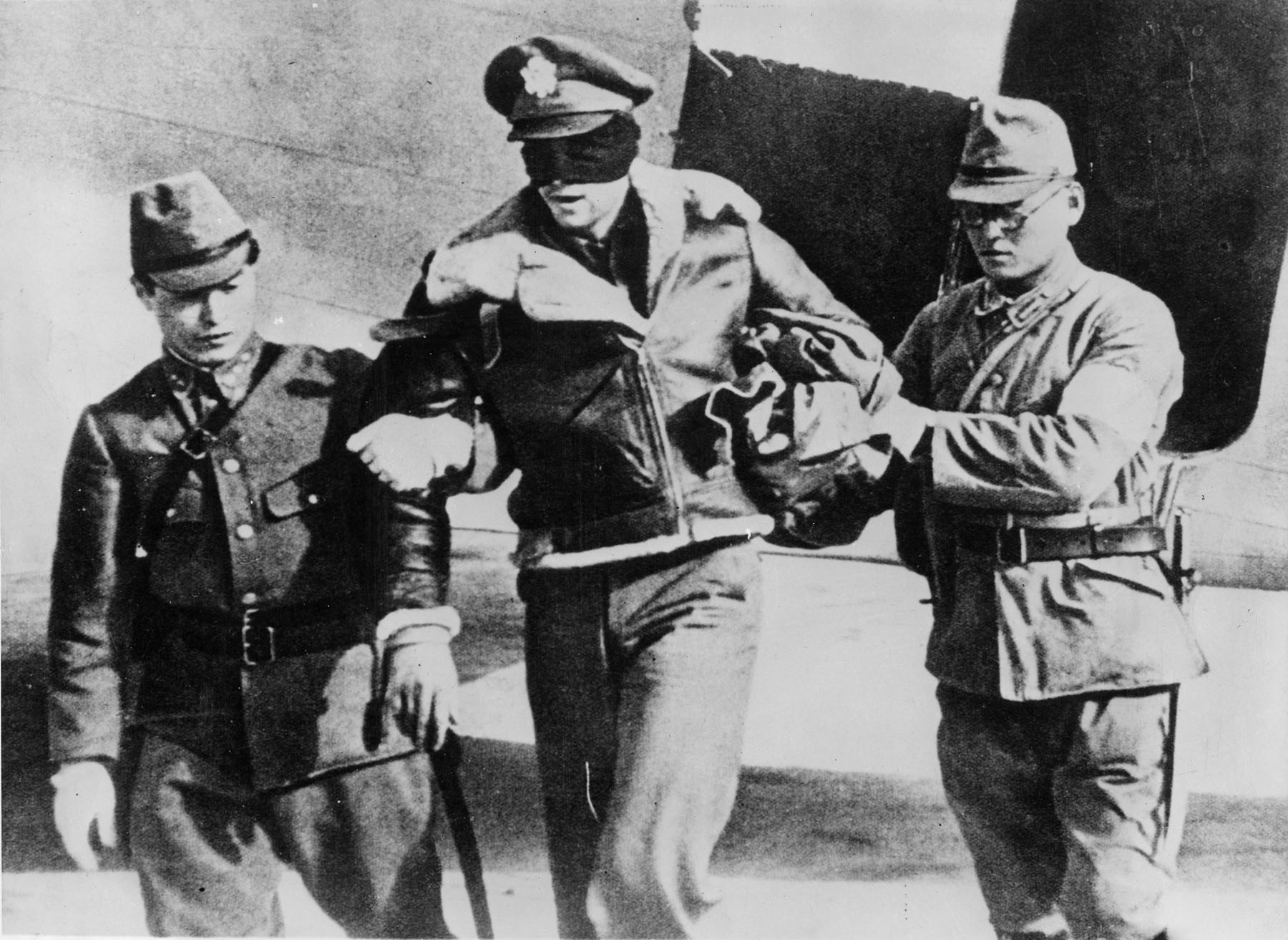
Захваченный военной полицией участник первого налёта ВВС США на Токио (1942 г.)

Создание службы безопасности Сухопутных войск преследовало как усиление дисциплины и предотвращение терроризма в войсках, а также в качестве противовеса гражданской полиции Министерства внутренних дел, где были сильны сторонники сепаратизма. Первоначальное наименование Корпуса военной полиции Сухопутных войск предполагалось, как «Кэйхэйтай», но в конце концов было предложено наименование «Кэмпэйтай».
Личный состав службы безопасности Сухопутных войск частично набирался из сотрудников Министерства внутренних дел. Гражданские полицейские составили примерно половину первого  состава токийского гарнизона Корпуса (800 из 1,6 тыс. чел), офицерский состав на две трети составляли сотрудники полиции. В военную полицию переводились прежде всего сотрудники, занявшие правительственную сторону в гражданской войне 1877 г.. Кроме того, весь имевшийся на тот момент в гражданской полиции Министерства внутренних дел арсенал огнестрельного оружия передавался полиции Сухопутных войск. В связи с формированием Корпуса безопасности Сухопутных войск Главное управление полиции МВД сократило состав столичной патрульно-постовой службы вдвое (с 60 тыс. в 1875 г. до 30 тыс. в 1882 г.). Кроме столичного гарнизона, военная полиция активно использовалась среди военных поселенцев на о. Хоккайдо, где гражданская полиция не справлялась с поддержанием порядка ввиду малой численности.

### Деятельность в метрополии
В связи с  тем, что служба безопасности Сухопутных войск Японской империи создавалась по образцу военной жандармерии Сухопутных войск Франции, она имела двойное подчинение как Министерству Сухопутных войск, так и гражданским министерствам правопорядка: внутренних дел и юстиции. Кроме того, до создания в 1942 г. отдельного Корпуса военной полиции ВМС военная полиция Сухопутных войск была подчинена и Министерству ВМС. В отличие от других видов вооруженных сил, рядовой состав военной полиции имел преимущества как по свободе выхода и проживания вне своих воинских частей, получая доплаты за секретность, а также имея право ношения гражданской одежды по служебной необходимости.

### Деятельность в Корее
В соответствии с негласными статьями Японо-корейского договора 1907 г. полицейские службы Кореи передавались под юрисдикцию японского генерал-губернаторства. В связи с расформированием Министерства внутренних дел Кореи и обострением обстановки после оккупации основная тяжесть по поддержанию правопорядка легла на военную полицию Корейской армии Сухопутных войск. С 1910 г. в связи с нехваткой сотрудников в военную полицию Сухопутных войск в Корее стали набирать вольнонаемный рядовой состав из корейцев. Корейский вольнонаемный состав частично набирался с 1910 г., полностью поддержание общественного правопорядка было поручено вновь сформированной гражданской полиции с 1919 г.

## Структура
Штаб Корпуса безопасности подчинялся командованию столичного гарнизона. Командующим военной полицией первоначально являлся старший офицер  Сухопутных войск в чине майора-подполковника, с ростом численности Сухопутных войск звание начальника службы безопасности было повышено до генеральского.
В отличие от других соединений Сухопутных войск, Корпус безопасности имел не полковую, а батальонную («отрядную») структуру. При штабах соединений Сухопутных войск расквартировывались дивизионные батальоны безопасности, которому подчинялись полковые роты, батальонные группы и ротные пятерки. Штабы отрядов выполняли функцию дивизионных отделов военной контрразведки. Дивизионный отряд безопасности мог именоваться «батальоном правопорядка» («Кэмпэй-дай») с добавлением наименования места дислокации («Токио-кэмпэй-дай»)
С 1895 г. батальоны безопасности Сухопутных войск стали придаваться не штабам соединений, а штабам военных округов. С 1896 г. уровень начальника военной полиции повышен до генерал-майора, введены семь контрразведывательных округов. В 1898 г. округа контрразведки вновь слиты с военными округами Сухопутных войск, число которых увеличено до 15 в 1899 г. и до 20 в 1907 г. (вкл. Корею и Ю. Маньчжурию).
С 1918 г. отделы безопасности и контрразведки в Маньчжурии стала подчиняться командованию Квантунского района, с 1929 г. добавлен отряд охраны Южно-Маньчжурской железной дороги. С 1934 г. управление безопасности Квантунской армии подчинено как командующему армией, так и управлению Квантунского округа, наместник которого по совместительству являлся чрезвычайным и полномочным послом Японии в Маньчжурии.
В 1937 году в законодательство о военной полиции внесли изменения (в соответствии с которыми общая численность военной полиции была увеличена, также было разрешено создание вспомогательных охранно-полицейских формирований из неяпонского населения под командованием сотрудников военной полиции Японии). После начала в 1937 году войны в Китае такие вспомогательные отряды были созданы на оккупированной территории Китая, во время оккупации Новой Гвинеи аналогичные формирования из аборигенов были созданы на Новой Гвинее.
С началом войны выросло значение службы безопасности Сухопутных войск в основных береговых гарнизонах ВМС. В 1942 г. одновременно с формированием в удаленных гарнизонах частей безопасности Императорского флота Японии при основных окружных штабах ВМС (Иокосука, Курэ, Сасэбо) были развернуты окружные управления (отряды) контрразведки Сухопутных войск, во второстепенных округах - роты безопасности.
Всего до 1945 г. принято двадцать шесть редакций «Декрета о военной полиции», определявших структуру и функции подразделений безопасности на различных территориях. В 1945 г. последняя редакция предусматривала готовность сил безопасности к генеральному сражению за метрополию. Штабу каждого военного округа Сухопутных войск, в т.ч. на провинциальных островах Хоккайдо и Сикоку, придавалось управление (штаб) сил безопасности с отделами в основных гарнизонах. Самое крупное управление безопасности с разветвленной сетью отделов (отрядов) на местах до 1945 г. имелось в составе штаба Квантунской армии.

### Должностная сетка
| Категории      |  | Штаб Корпуса (яп. 憲兵司令部) Кэмпэй-сирэйбу | Штаб Корпуса (яп. 憲兵司令部) Кэмпэй-сирэйбу | Штаб Корпуса (яп. 憲兵司令部) Кэмпэй-сирэйбу | Штаб Корпуса (яп. 憲兵司令部) Кэмпэй-сирэйбу | Штаб Корпуса (яп. 憲兵司令部) Кэмпэй-сирэйбу |  | Окружной отряд (яп. 憲兵隊) Кэмпэйтай | Окружной отряд (яп. 憲兵隊) Кэмпэйтай | Окружной отряд (яп. 憲兵隊) Кэмпэйтай | Окружной отряд (яп. 憲兵隊) Кэмпэйтай |
| -------------- |  | -------------------------------------------- | -------------------------------------------- | -------------------------------------------- | -------------------------------------------- | -------------------------------------------- |  | ------------------------------------- | ------------------------------------- | ------------------------------------- | ------------------------------------- |
| Должность      |  | Командующий                                  | Заместитель                                  | Бухгалтерия                                  | Секретариат                                  | Писари                                       |  | Командир                              | Заместитель                           | Бухгалтер                             | Секретарь                             |
| Чины           |  | Генерал- майор 少将 Сёсё                     | Подполковник 中佐 Тю:са                      | Фельдфебели 准尉 Дзюнъи                      | Старшины 曹長 Со:тё:                         | Рядовые 兵 Хэй                               |  | Подполковник 中佐 Тю:са               | Капитан 大尉 Тайи                     | Фельдфебели 准尉 Дзюнъи               | Фельдфебели 准尉 Дзюнъи               |
| Знаки различия |  |                                              |                                              |                                              |                                              |                                              |  |                                       |                                       |                                       |                                       |

| Категории      |  | Полковая рота (яп. 憲兵分隊) Кэмпэй-бунтай | Полковая рота (яп. 憲兵分隊) Кэмпэй-бунтай | Полковая рота (яп. 憲兵分隊) Кэмпэй-бунтай | Полковая рота (яп. 憲兵分隊) Кэмпэй-бунтай |  | Батальонное отделение (яп. 憲兵分遣隊) Кэмпэй-бункэнтай | Батальонное отделение (яп. 憲兵分遣隊) Кэмпэй-бункэнтай | Батальонное отделение (яп. 憲兵分遣隊) Кэмпэй-бункэнтай |  | Ротная пятерка (яп. 憲兵伍) Кэмпэй-го | Ротная пятерка (яп. 憲兵伍) Кэмпэй-го |
| -------------- |  | ------------------------------------------ | ------------------------------------------ | ------------------------------------------ | ------------------------------------------ |  | ------------------------------------------------------- | ------------------------------------------------------- | ------------------------------------------------------- |  | ------------------------------------- | ------------------------------------- |
| Должность      |  | Командир                                   | Заместитель                                | Старшины                                   | Личный состав                              |  | Командир                                                | Старшины                                                | Личный состав                                           |  | Командир                              | Личный состав                         |
| Чины           |  | Капитан 大尉 Тайи                          | Мл. лейтенант 少尉 Сё:и                    | Фельдфебели 准尉 Дзюнъи                    | Рядовые 兵 Хэй                             |  | Лейтенант 中尉 Тю:и                                     | Старшина 曹長 Со:тё:                                    | Рядовые 兵 Хэй                                          |  | Старшина 曹長 Со:тё:                  | Рядовые 兵 Хэй                        |
| Знаки различия |  |                                            |                                            |                                            |                                            |  |                                                         |                                                         |                                                         |  |                                       |                                       |

### Округа безопасности до 1907 г.
- 1-й округ безопасности: столичный район, частично Центральная и Северная Япония
- 2-й -"-: Северная Япония
- 3-й -"-: Центральная Япония
- 4-й -"-: Западная Япония
- 5-й -"-: Хиросима и о. Сикоку
- 6-й -"-: Южная Япония и о. Окинава
- 7-й -"-: о. Хоккайдо
- 8-й/9-й/10-й -"-: о. Тайвань (до 1897 г.)

### Округа безопасности на 1945 г.
| Округ безопасности | Военный округ | Штаб         | Префектуры | Гарнизоны |
| ------------------ | ------------- | ------------ | ---------- | --------- |
| «Север»            | СВО           | г. Саппоро   | 2 отряда   |           |
| «Северо-Восток»    | СВВО          | г. Сэндай    | 6 отрядов  |           |
| «Восток»           | ВВО           | г. Токио     | 3 отряда   | 7 отрядов |
| «Токай»            | «Токай»       | г. Нагоя     | 4 отряда   | 1 отряд   |
| «Центр»            | ЦВО           | г. Осака     | 4 отряда   | 2 отряда  |
| «Тюгоку»           | «Хиросима»    | г. Хиросима  | 3 отряда   | 2 отряда  |
| «Сикоку»           | «Дзэнцудзи»   | г. Дзэнцудзи | 2 отряда   | 1 отряд   |
| «Запад»            | ЗВО           | г. Фукуока   | 7 отрядов  | 2 отряда  |
| «Корея»            | «Чосон»       | г. Сеул      | 8 отрядов  | 6 отрядов |
| «Тайвань»          | «Тайвань»     | г. Тайбэй    | 2 отряда   |           |

## Униформа и вооружение

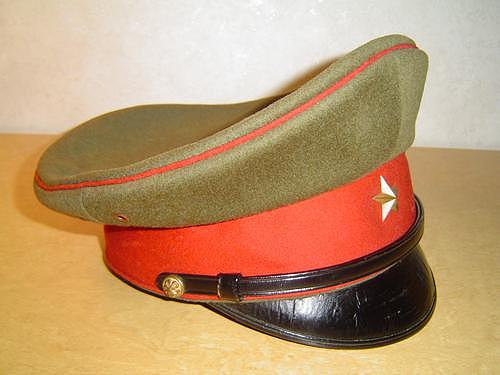
Офицерская фуражка Сухопутных войск
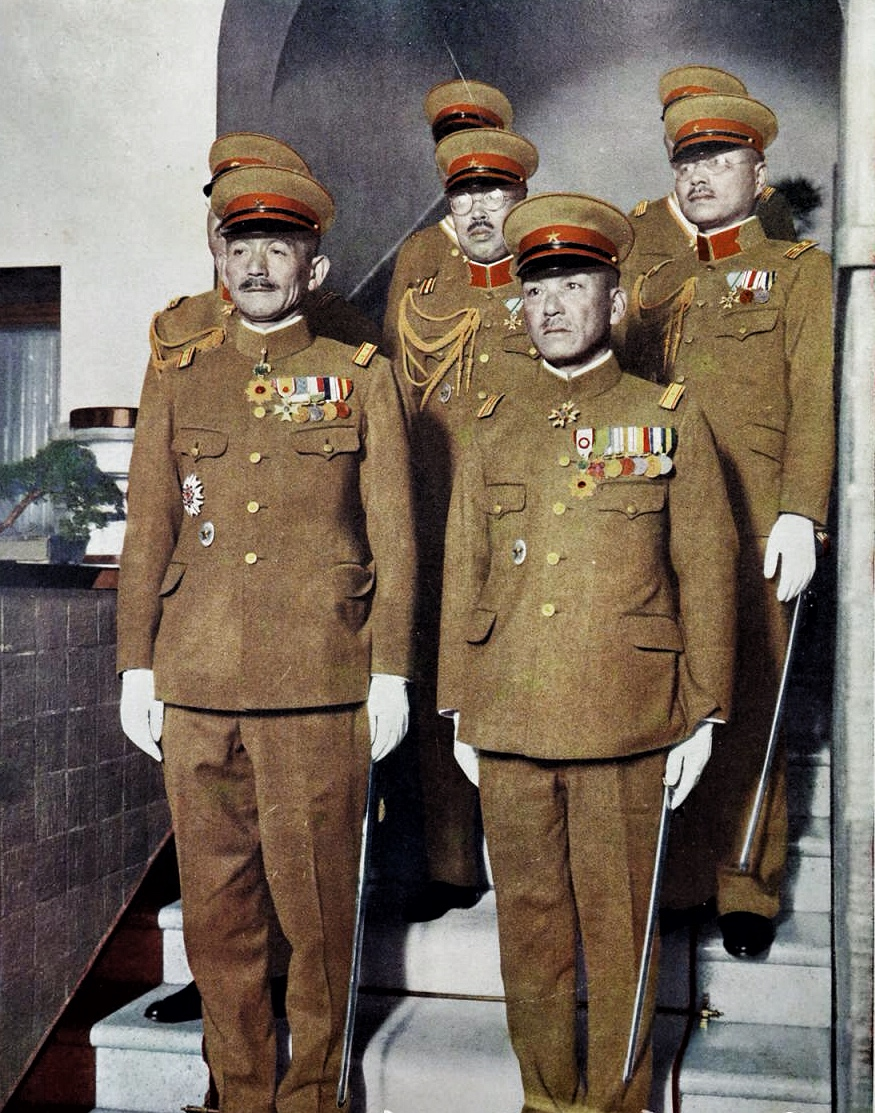
Парадная форма Сухопутных войск (до 1938 г.)
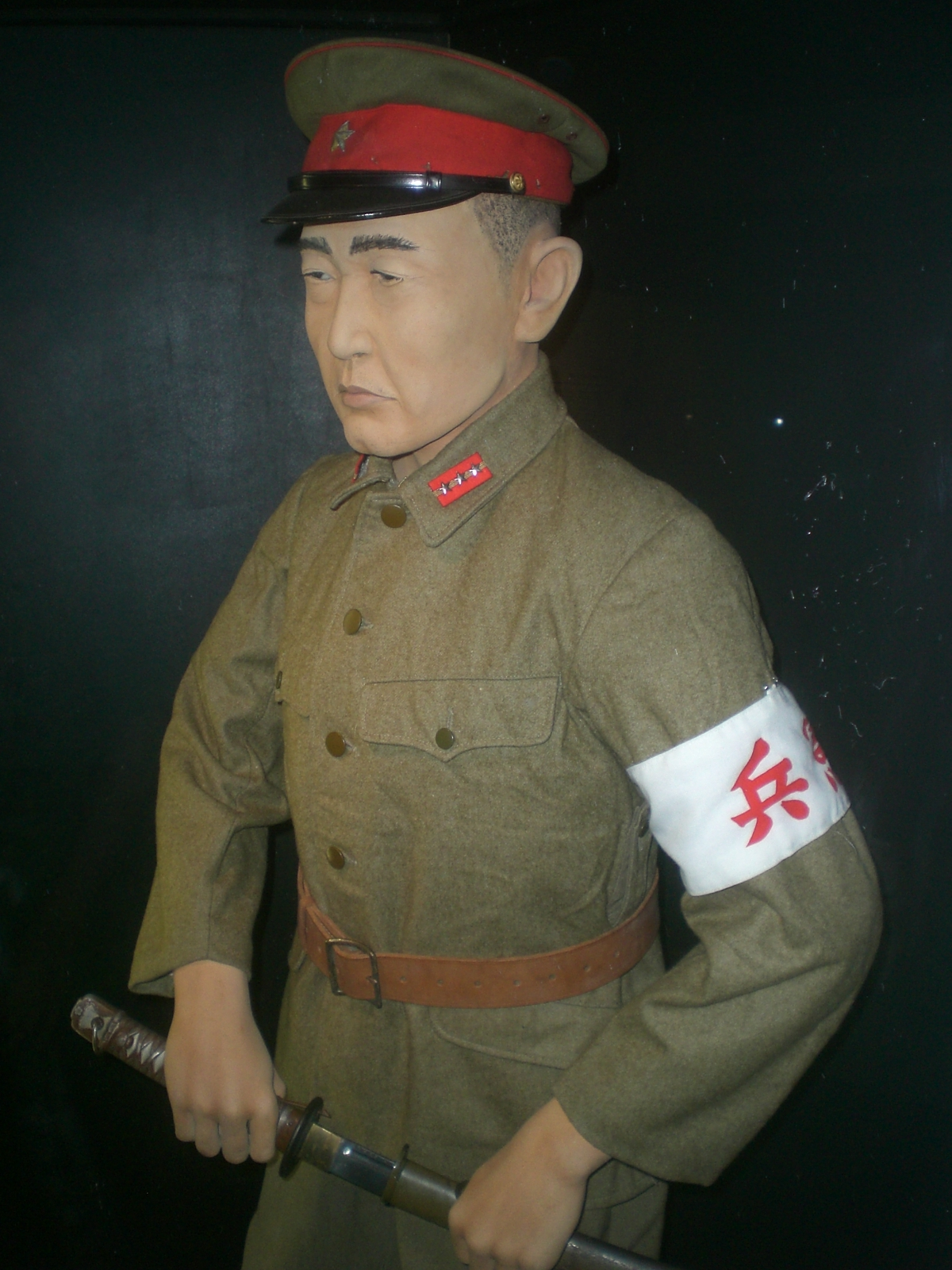
Полевая форма контрразведки Сухопутных войск (после 1938 г.)
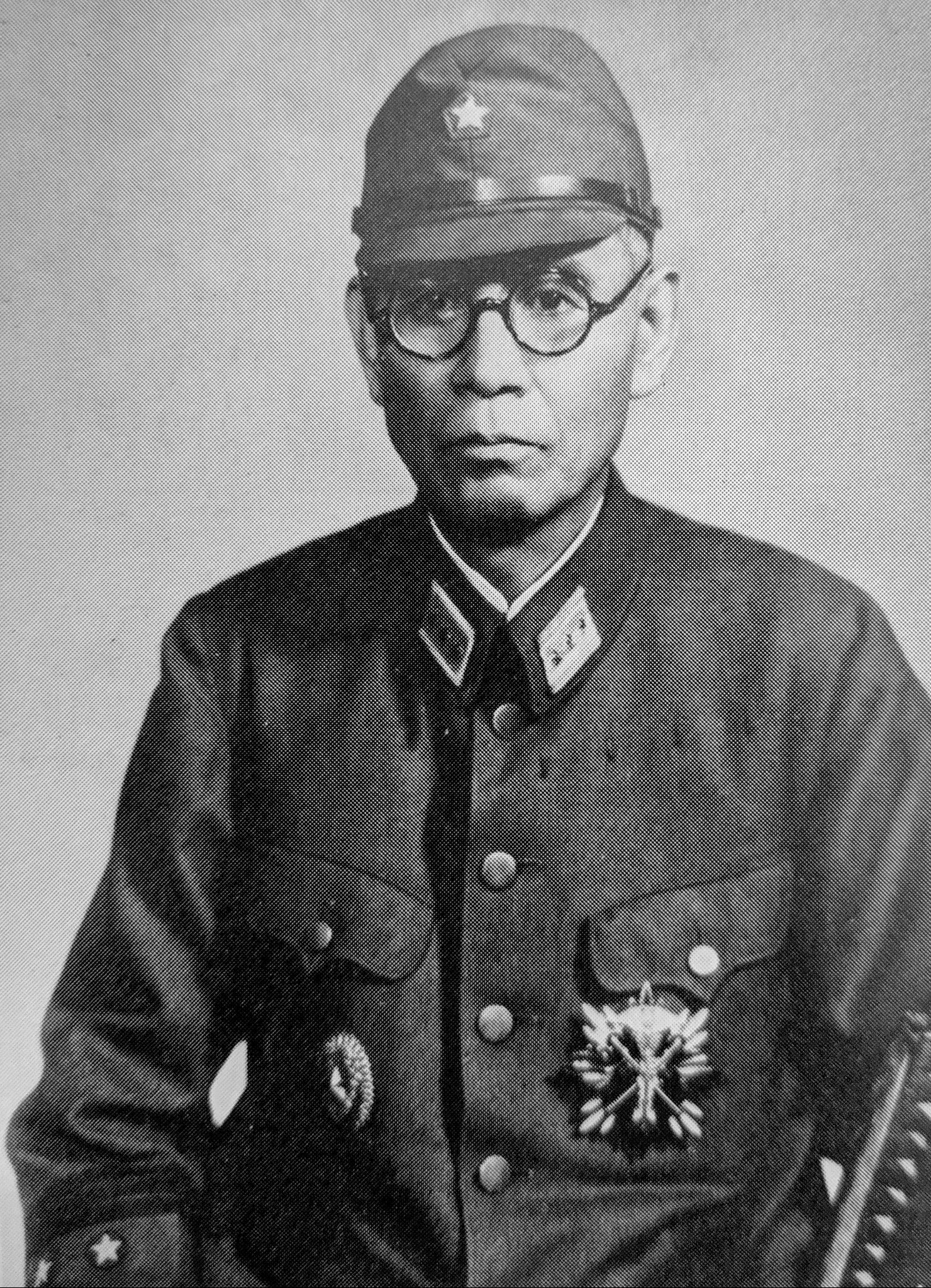
Полевая форма Сухопутных войск (после 1941 г.)

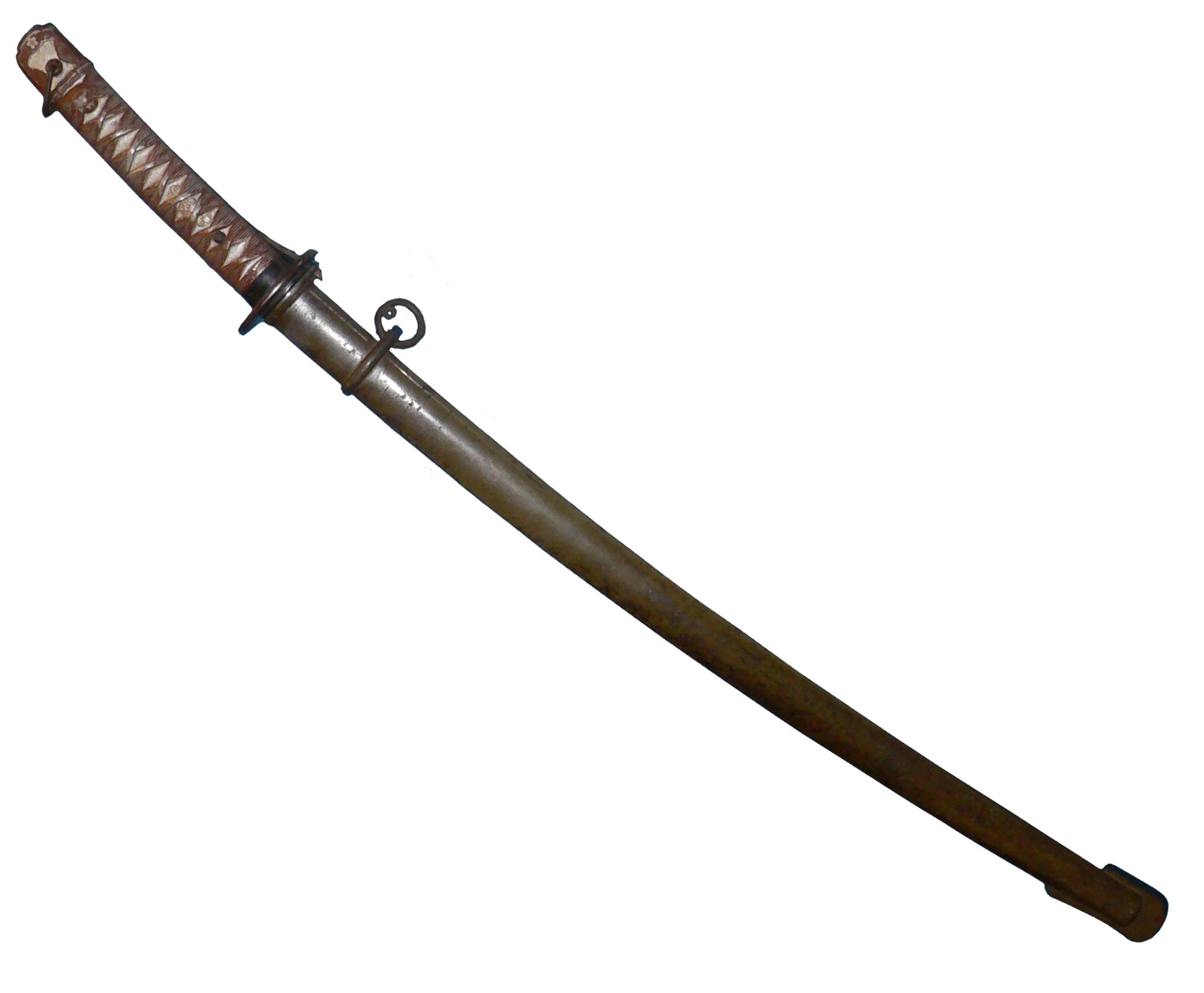
Офицерская катана«97»
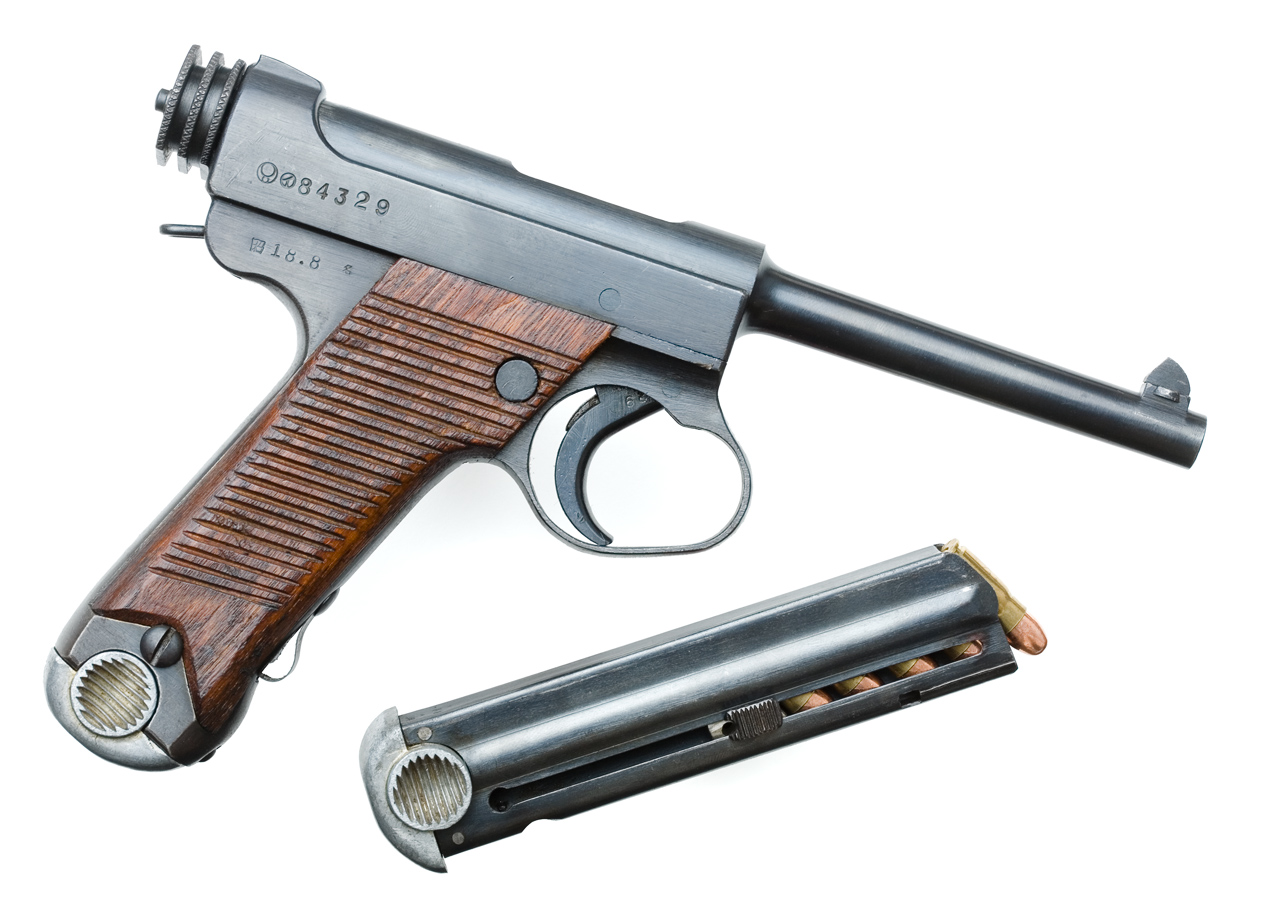
Пистолет «14»
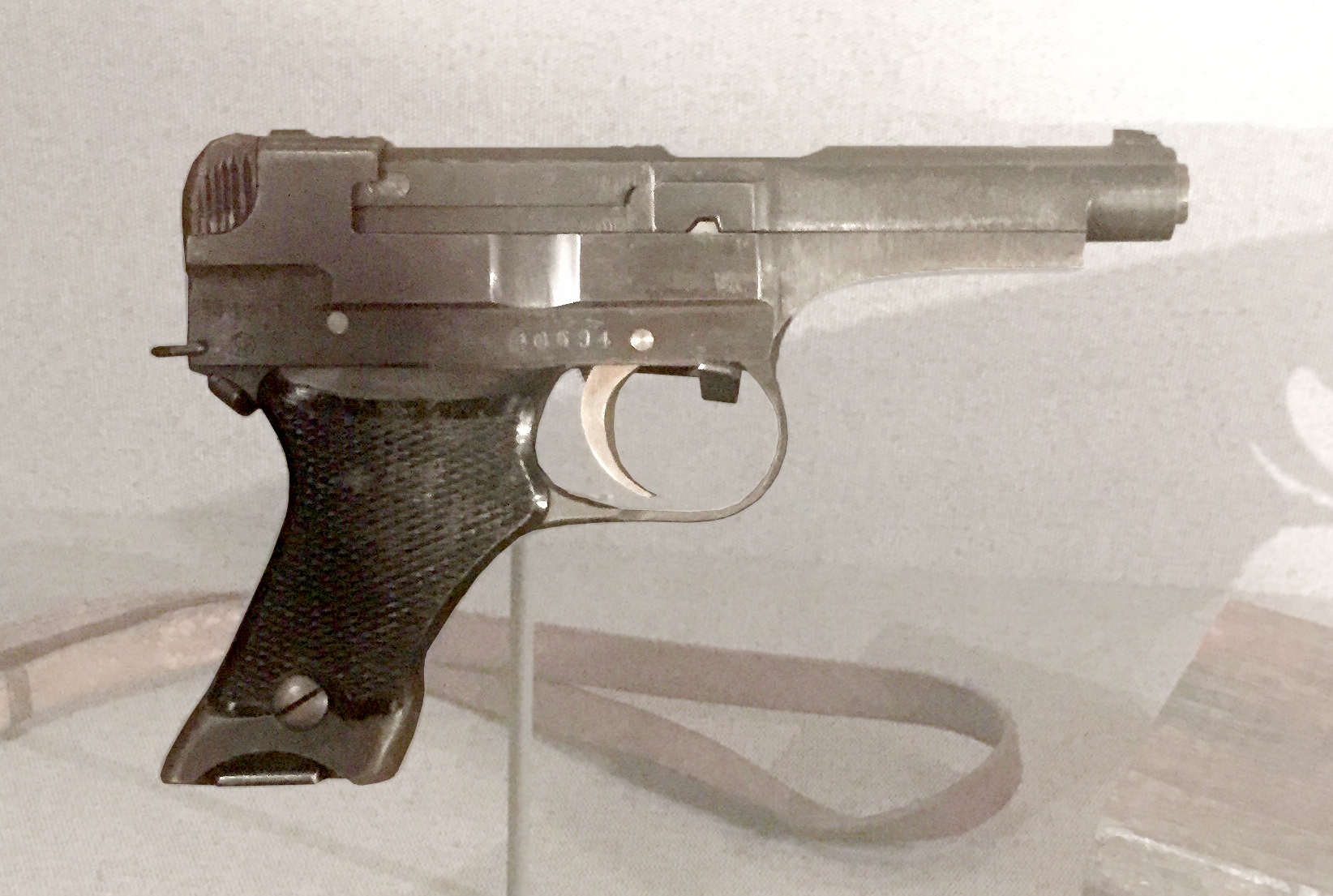
Пистолет «94»
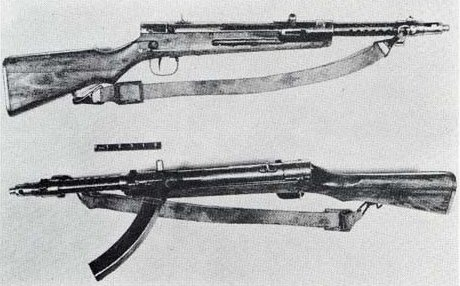
Пистолет-пулемёт «100»
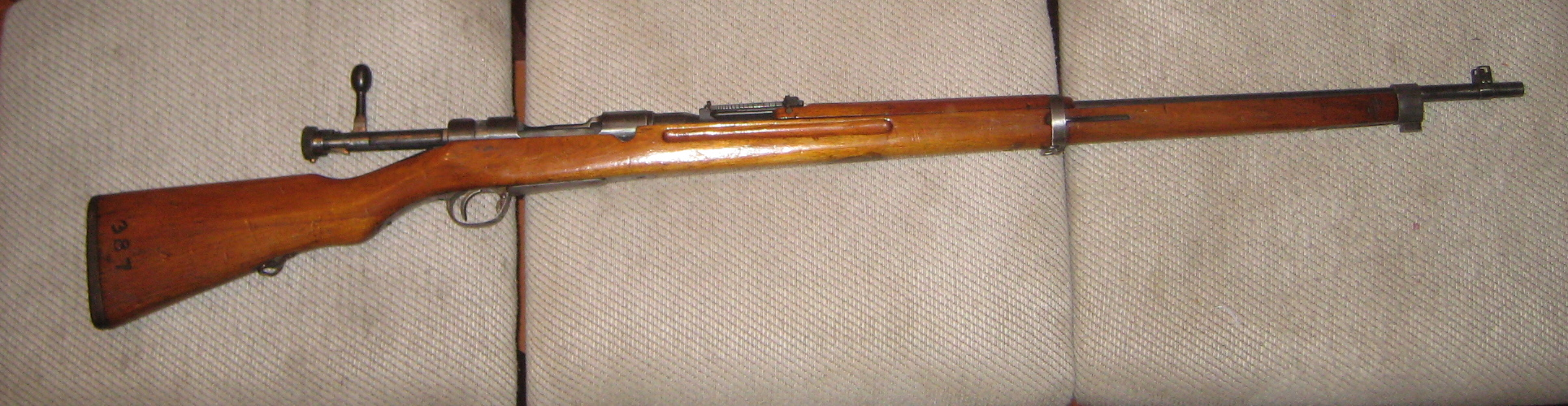
Винтовка «38».

В качестве знаков отличия рода войск сотрудники службы безопасности Сухопутных войск имели чёрные воротниковые петлицы на парадном кителе с погонами и повязку с иероглифами 【憲兵】 (яп.  «В/с правопорядка») на рукаве шинели или (с 1938 года) рукаве кителя с отложным воротником. Парадная форма включала кепи (красного цвета), пояс (золотистый или красного цвета), тёмно-синюю тунику и брюки с чёрной отделкой. Знаки отличия включали золотые австрийские узлы (en:Austrian knot) и эполеты. По служебной необходимости офицерам и личному составу было разрешено ношение гражданской одежды со значком полиции в виде имперской хризантемы на лацкане или под отворотом пиджака. Офицерское табельное оружие включало шашку и пистолет («14», «94»). Личный состав вооружался винтовками «38» или пистолет-пулемётами «100».

## Военные преступления
Деятельность сотрудников кэмпэйтай на оккупированных Японией территориях наводила настоящий ужас на местное население, поскольку носила откровенно террористический характер и сопровождалась грубейшими нарушениями прав человека и совершением множества военных преступлений. Кэмпэйтай также повинна в принуждении многих тысяч женщин из Кореи, Индонезии, Индокитая и Китая к сексуальному рабству на так называемых станциях утешения (эвфемизм, фактически означавший японские военные бордели). Кроме того, чины кэмпейтай обеспечивали охрану т.н. отряда 731 и отряда 100, где производились бесчеловечные опыты над заключенными.

## Руководство службы безопасностиСухопутных войск
|  | Эпоха Мэйдзи (1868—1912) Командующие Корпусом безопасности Сухопутных войск при императоре Мэйдзи |

|  | Эпоха Тайсё (1912—1925) Командующие Корпусом безопасности Сухопутных войск при императоре Тайсё |

|  | Эпоха Сёва (1926—1945) Командующие Корпусом безопасности Сухопутных войск при императоре Сёва |